# Steven E. Gordon
Steven Eric Gordon (nacido el 23 de marzo de 1960) es un animador, artista de guion gráfico, diseño de personajes, director, y historietista estadounidense, quien quizás sea más conocido por su trabajo con el director de cine de animación Ralph Bakshi y en X-Men Evolution.
Gordon fue uno de los directores en la primera película animada de Marvel / Lionsgate directa a video Ultimate Avengers así como el diseñador de personajes para ese “directo a Tv” y su secuela. Fue uno de los directores de la serie de televisión Wolverine y los X-Men. Dirigió la película de 2007 directo a DVD Stan Lee presenta: The Condor con Wilmer Valderrama. Fue un artista de guion gráfico sin acreditar en la película Terminator Salvation y es un director en el segundo (aún no transmitido) programa de televisión animado The Avengers de Marvel y Starz. En 2009, codirigió la secuela directa a video de Happily N'Ever After en Vanguard Animation junto a Boyd Kirkland. Esta se llamó Happily N'ever After 2: Snow White Another Bite The Apple y resultó ser una venta en DVD muy lucrativa. Más de un millón de copias de la película fueron vendidas en DVD en todo el mundo. Actualmente es el director supervisor de Voltron Force transmitido en NickToons para Kickstart y WEP Productions. También fue uno de los directores de Pigs Next Door, una serie animada sin emitir producida por Saban Productions con las voces de John Goodman y Jaime Lee Curtis.
Comenzó en la animación trabajando en la película animada de Ralph Bakshi, El Señor de los Anillos, como un artista de "roto-photo" cuando todavía estaba en la secundaria. Rápidamente se trasladó a trabajar como un asistente de animación y, finalmente, animó (mediante rotoscopia) varias escenas y se le dio el crédito de animación en la película terminada. Trabajó para Ralph Bakshi durante años en muchas películas de Bakshi incluyendo American Pop y Fire and Ice (como director de animación y diseñador de personajes) también a trabajado junto a Frank Frazetta y Cool World (creando la llave de animación en Holli y Lonette).
Fue director de animación, animador clave y diseñador de personajes en los largometrajes The Swan Princess y Tom y Jerry: La película. Además, trabajó con la compañía de Don Bluth en "Anastasia" y "Titan A.E.".
Actualmente ilustra un cómic web basado en The Eternal Savage, disponible en la página web de Edgar Rice Burroughs, Inc. En febrero de 2013, Sequential Pulp Comics, un sello gráfico distribuido por Dark Horse Comics, ha anunciado que Gordon fue uno de los ilustradores de Jungle Tales of Tarzan, escrito por Martin Powell.